# فلاديسلاف أردزينبا
فلاديسلاف اردزينبا (بالأبخازية: Владислав Григорий-иҧа Арӡынба) (و. 1945 – 2010 م) هو لغوي، ومؤرخ من روسيا .
تولى منصب رئيس أبخازيا (1994-11-26–2005-02-12) .